# 夏天最后一朵玫瑰

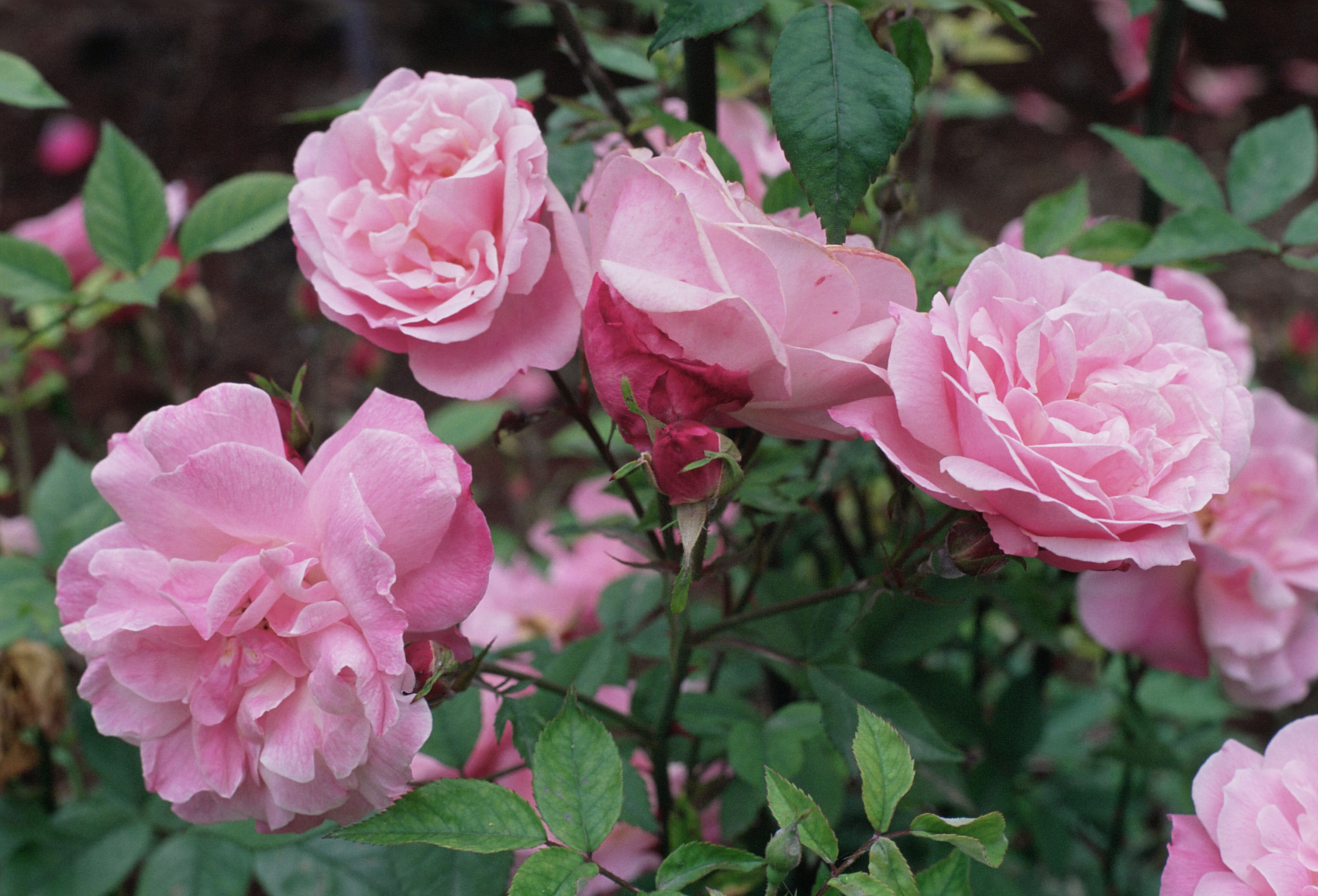
“Old Blush”玫瑰，据说是诗人的灵感来源

《夏天最后一朵玫瑰》（英語：The Last Rose of Summer），又译夏日的最后一朵玫瑰等，是爱尔兰诗人托马斯·摩尔创作的一首诗。1805年，诗人在爱尔兰基尔肯尼郡的詹金斯顿城堡（Jenkinstown Castle）中创作了这首诗，并在1813年出版。这首诗可以以爱尔兰传统曲调《年轻人的梦》（Aisling an Óigfhear）演唱，这个曲调本身则是爱尔兰民歌搜集家爱德华·邦廷1792年在贝尔法斯特竖琴音乐节上记录下来的。它在后世被贝多芬等音乐家广泛采用。

## 电影
有多部电影作品的灵感来自这首诗，如1912年美国、1920年英国的同名默片。它还频繁地出现在其它一些影视作品中，如1939年电影《春闺三凤》中狄安娜·窦萍就演唱了这首诗。